# جلال الدين الصغير
جلال الدين الصغير: وُلد لعائلة علمية عريقة فوالده هو الشيخ علي ابن الشيخ حسين نجل الشيخ علي الصغير نجل الشيخ حسين بن عالم عصره شبير نجل آية الله الشيخ ذياب الجويبراوي الخاقاني، وهو كما في لقبه ينتمي لعشيرة آل جويبر أحد أفخاذ بني خاقان القبيلة القحطانية والممتدة في أصولها إلى خاقان بن حمير، رغم إن بعض المؤرخين يذهب إلى إنهم من مضر لعودتهم إلى بني مالك ولكن أبناء العشيرة يجمعون على عودتهم لحمير.
وهو من جهة والدته ينتمي إلى عشائر البهادل أحد بطون خفاجة، وأمه بنت الشيخ فرج البهادلي وخاله هو الخطيب الشهيد الشيخ أحمد فرج البهادلي الذي كان من أوائل ضحايا البعثيين وقد توفي في العام 1971 بعد عدة أمراض أبتلي بها بعد خروجه من السجن مباشرة.

## الولادة
ولد في النجف ظهيرة يوم 20 صفر عام 1377 الموافق في أيلول 1957 في محلة العمارة، وسمي بهذا الاسم نتيجة لقدوم أحد أصدقاء والده من العلماء من خارج العراق وهو الشيخ جلال الدين فسمي بذلك، وهو الثامن من أولاد الشيخ علي الصغير التسعة وهم من أمّين، بعد إخوته الشيخ الدكتور محمد حسين ومحمد حسن والحاج منعم والأستاذ محمد رضا والأستاذ علاء الدين، وأشقائه الحاج محمد وعبد الرزاق وأخيه الأصغر الحاج جمال الدين.

## علي الصغير
انتدب والده آية الله الشيخ على الصغير من قبل آية الله السيد محسن الحكيم ليعمل وكيلاً له في بغداد بعد أن طلب أهالي العطيفية من المرجع الراحل ان يرسل عالماً ليهتم بشؤون جامع براثا (مقام أمير المؤمنين) في العطيفية ببغداد بعد أن بدأوا بإعماره، وبالفعل تطوع والده للعمل هناك وهاجر من النجف واستوطن في المنطقة في أواخر 1959 أو بداية 1960، وقد افتتح الجامع ببنائه الحديث عام 1963 من قبل الإمام الراحل السيد محسن الحكيم ضمن احتفال مهيب وكان من أبرز الشعراء الذين شاركوا بالاحتفال الشيخ عبد المنعم الفرطوسي الذي ألقى قصيدة رائعة ومن بينها بيته الشعري الشهير:
.متى الأمن يسود البلاد وفهد يطاع وعفلق يترنم
وكذا قصيدة الشيخ محمد حسين الصغير التي يخاطب بمطلعها الإمام الراحل الحكيم:
سر في جهادك ما برحت موفقاً سيفان في يدك العقيدة والتقى
إلى أن يقول له:
بالأمس قد أدبت قاسم أمتي واليوم ادعى أن تؤدب عفلقا

## سرايا أنصار العقيدة
شكل الشيخ جلال الدين الصغير سرايا أنصار العقيدة وهو الأمين العام للسرايا كان أول مشاركة لها في سوريا للدفاع عن مقام السيدة زينب عليها السلام وهو مقام مقدس لدى الشيعة من ثم ذلك تم تسجيلها بشكل رسمي كلواء ضمن ألوية الحشد الشعبي التابعة لرئاسة الوزراء العراقي والهدف منها هي مساندة الجيش العراقي والقوات الأمنية، تم المشاركة في العديد من المعارك وتقديم العديد من الشهداء وقد كان الشيخ جلال الدين الصغير متابع ومساند لهم في اغلب العمليات العسكرية وقد صرح في إحدى المقابلات الفضائية  أن سرايا أنصار العقيدة لا تمارس أي عمل سياسي وليست تابعة لأي جهة سياسية ولا لاي حزب سياسي على عكس ما يشاع ان السرايا تتبع المجلس الأعلي العراقي، بل هو تنظيم عسكري جهادي يعمل بشكل مستقل عن السياسة واحزابها.